# وقتی زنی از پله‌ها بالا می‌رود
وقتی زنی از پله‌ها بالا می‌رود (به ژاپنی: 女が階段を上る時) (به انگلیسی: When a Woman Ascends the Stairs) یک فیلم درام ژاپنی به کارگردانی میکیو ناروسه است که در سال ۱۹۶۰ منتشر شد. از بازیگران آن می‌توان به هیدکو تاکامینه و تاتسویا ناکادای اشاره کرد.

## خلاصه داستان
این فیلم داستان یک مهماندار سالخورده بار به بنام کیکو را تعریف می‌کند که تلاش می‌کند کسب‌وکار خود را راه‌اندازی کند…